# Bayanda Walaza
Bayanda Walaza, född 9 februari 2006, är en sydafrikansk friidrottare som tävlar i kortdistanslöpning.

## Karriär
Bayanda Walaza ingick i det sydafrikanska stafettlag på 4 x 100 meter som tog silver vid OS 2024.